# Полозова улица
По́лозова у́лица — улица в Петроградском районе Санкт-Петербурга. Проходит от Большого проспекта Петроградской Стороны до Чкаловского проспекта.

## История и достопримечательности
Названа по фамилии купца Полозова, владевшего питейным заведением неподалёку, и имеет в составе названия форму краткого притяжательного прилагательного женского рода.

### История переименований
- Полозова ул. (1787 — 15 декабря 1952)[3]
- 13-я ул. (1804—1817, параллельно с основным названием)[3]
- Краматорская ул. (15 декабря 1952 — 28 сентября 1953 года)[3]
- Полозова ул. (28 сентября 1953 года — 16 января 1964 года)[3]
- ул. Анны Ульяновой (16 января 1964 — 4 октября 1991)[3][4]
- Полозова ул. (с 4 октября 1991)[3][5]

### Достопримечательности
- Дом 2 / Большой проспект Петроградской стороны, дом 66 — доходный дом Д. П. Парфёнова 1914 года постройки, архитектор Г. Г. фон Голи. В 1940-х — 1950-х гг. в части дома со стороны Полозовой ул. располагалась женская школа № 49 и дом пионеров и школьников (ДПШ).
- Дом 3 — доходный дом постройки 1913 года (позже надстроен), архитектор Р. М. Габе. В 2007 году заместитель председателя КГИОП Алексей Комлев заявил, что это «здание заслуживает внимания, как пример характерного доходного дома начала XX века»; тем не менее, ООО «Ультра-Прогресс» готовится к строительству на его месте торгово-развлекательного комплекса[6][7][8].
- Дом 4 — построен в 1910 году по проекту техника Николая Николаевича Хренева. На его месте ООО «Ультра-Прогресс» планирует воздвигнуть семиэтажный отель[8][9].
- Дом 5 — построен в 1907 году по проекту гражданского инженера П. Н. Батуева.
- Дом 7 — доходный дом постройки 1913 года по проекту М. Д. Розензона[10].
- Дом 8 — доходный дом постройки 1895 года, архитектор О. Л. Игнатович.
- Дом 9 — доходный дом постройки 1904 года, архитектор В. К. Вейс. На его месте ЗАО «Петербургская строительная компания» планирует построить современное жилое здание[8][9].
- Дом 12 — доходный дом постройки 1899 года, архитектор Л. В. Богусский.

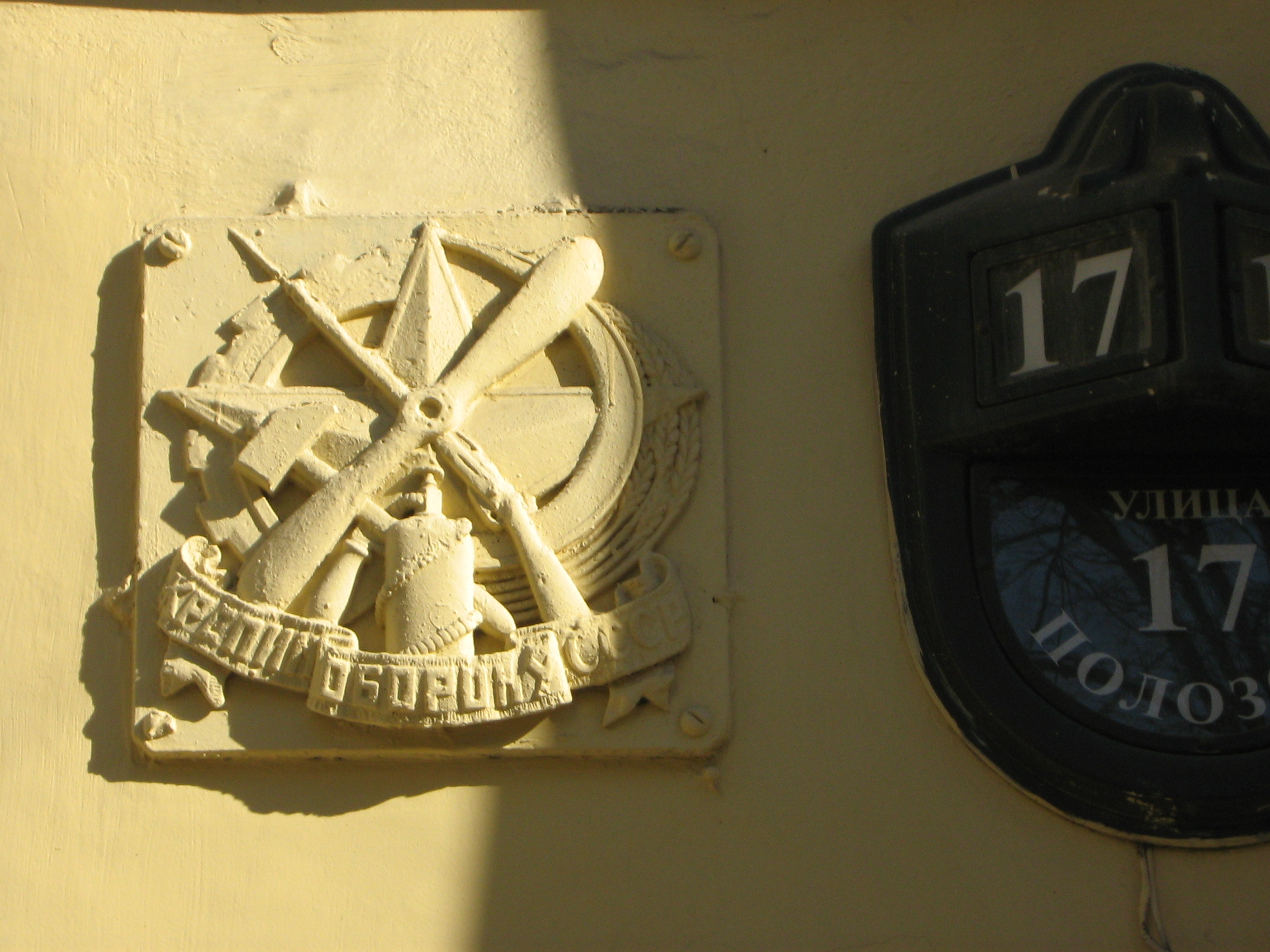
Знак Осоавиахима на фасаде дома 17.

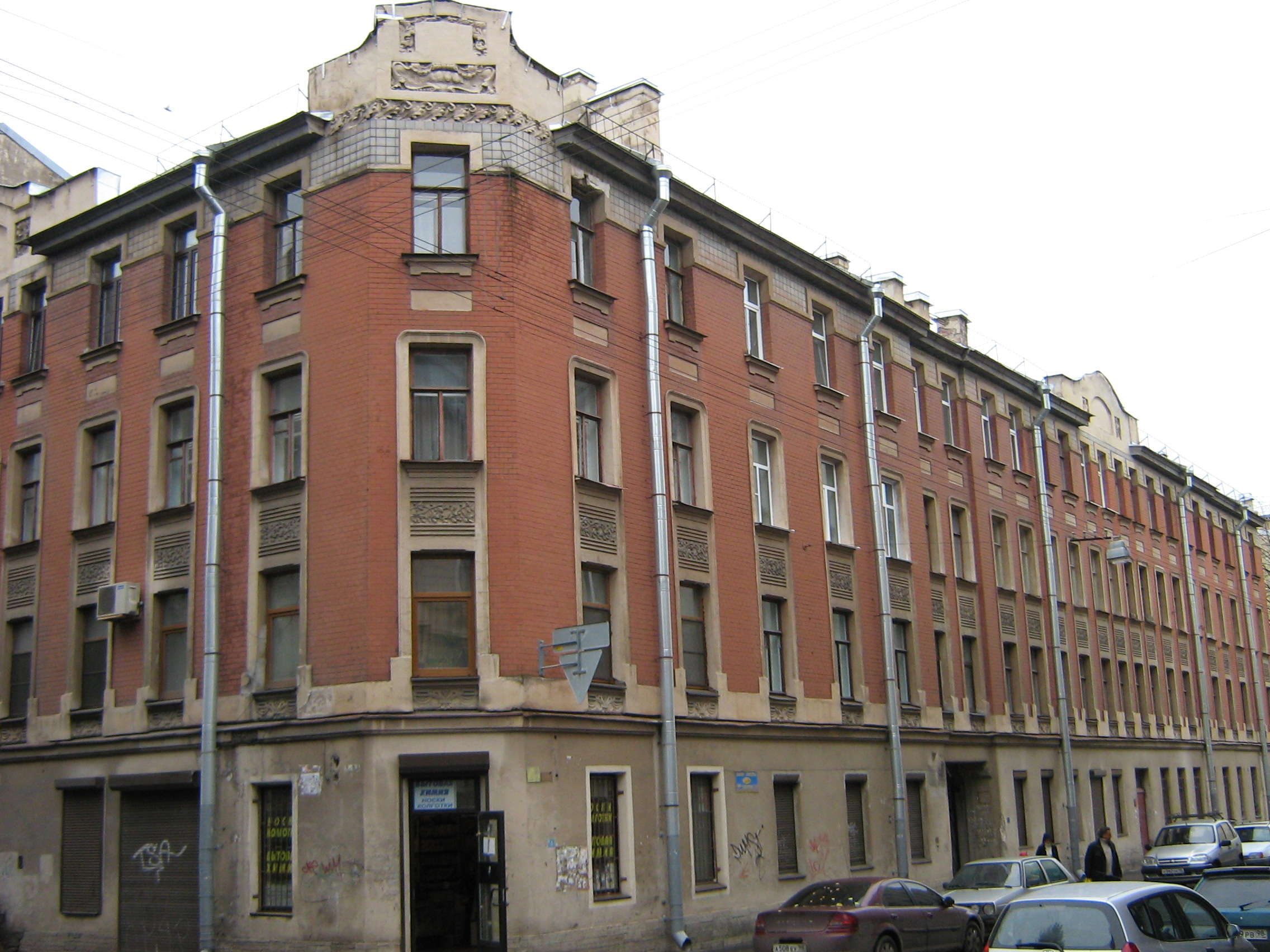
Дом № 18 / Малый проспект Петроградской стороны, дом № 70.

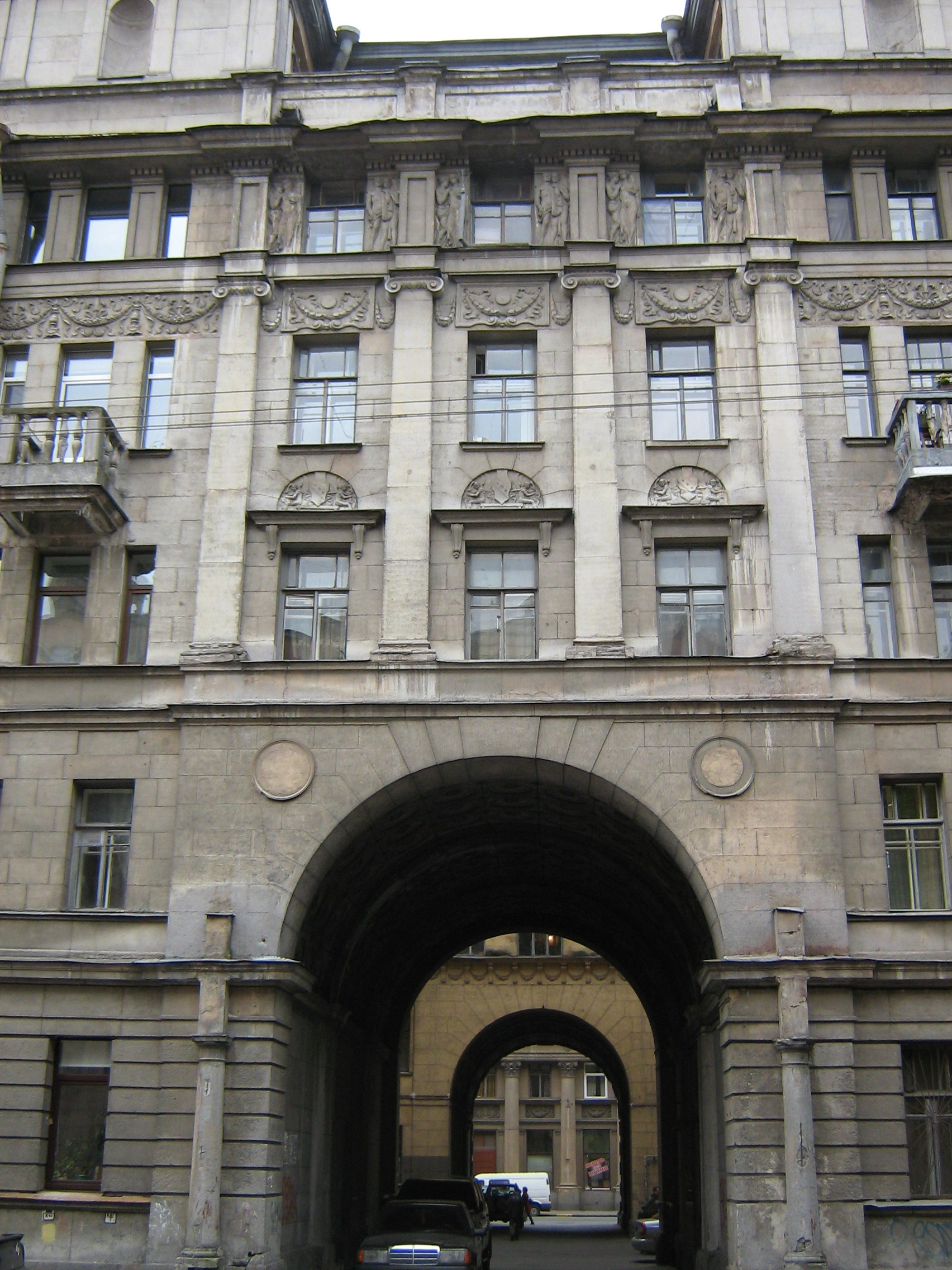
Дом № 28 — дом А. Л. Лишневского.

- Дом на углу Полозовой (дом № 18) и Малого проспекта (дом 70) — доходный, построен в 1906 году по проекту Н. Д. Каценеленбогена.
- Доходный дом на участке дома № 19 по Полозовой — дома номер 24 по параллельно идущей улице Подковырова. Построен в 1912—1913 годах по проекту архитектора Н. М. Аристова.
- Дом 21 — доходный дом постройки 1909—1910 годов, начат С. И. Титовым, завершён Е. С. Бикарюковым[11][12].
- Полозова улица, дом 22 / Улица Ленина, 33 — доходный дом К. И. Волькенштейн. Построен по проекту С. И. Минаша в стиле модерн в 1910 году[13].
- Доходный дом на участке дома № 23 по ул. Полозова / дома № 30 по параллельно идущей улице Подковырова построен в 1912—1913 годах по проекту архитректора Н. М. Аристова.
- Полозова улица, 26 / улица Ленина, 37 — собственный доходный дом архитектора Г. М. Курдюмова, 1902 г.[14]
- Полозова улица, 28 / улица Ленина, № 41 — собственный доходный дом архитектора А. Л. Лишневского, построен в стиле неоклассицизма в 1912—1913 А. Л. Лишневским при участии С. Я. Турковского. В доме жили художники Исаак Бродский и Борис Григорьев, писатель Евгений Замятин. Включен в реестр объектов культурного наследия[15].